# Austin Powers (saga)
Austin Powers es una trilogía de películas estadounidenses de acción y comedia: Austin Powers: International Man of Mystery (1997), Austin Powers: The Spy Who Shagged Me (1999) y Austin Powers in Goldmember (2002). Las tres películas están dirigidas por Jay Roach; producidas, escritas y protagonizadas por Mike Myers interpretando a varios personajes en cada una de ellas (incluyendo al protagonista, Austin Powers, y a su enemigo, el Dr. Evil); y distribuidas por New Line Cinema.
La saga, que parodia numerosas películas y personajes, especialmente a las de James Bond, e incluye muchos otros elementos de la cultura popular, narra las aventuras de un espía británico para derrotar a su enemigo. El personaje representa un arquetipo del Swinging London de la década de 1960, con su defensa del amor libre, sus expresiones y su vestimenta.
Las películas hacen habitualmente humor de los extravagantes argumentos, las continuas insinuaciones sexuales y los personajes tipo bidimensionales asociados con las películas de espionaje de los años 60, al igual que del personaje cliché del espía seductor. Al contrario que el atractivo y encantador protagonista de las películas de James Bond, Austin Powers no es atractivo (son característicos sus dientes deformes), aunque los personajes femeninos parecen encontrarle irresistible.
El tema principal de las películas consiste en que un supervillano, el Dr. Evil (Dr. Maligno en el doblaje español, Dr. Malito en el hispanoamericano), una parodia de Ernst Stavro Blofeld, pone en marcha algún plan con el que extorsionar a gobiernos u organizaciones internacionales para que le paguen grandes sumas de dinero, pero es continuamente frustrado por Powers y también por su propia inexperiencia ante la vida y la cultura de la década de 1990.
En la primera película de la saga, Austin Powers: International Man of Mystery, Austin y el Dr. Evil son despertados tras permanecer congelados criogénicamente durante treinta años. Las otras dos películas, Austin Powers: The Spy Who Shagged Me y Austin Powers in Goldmember, continúan añadiendo elementos culturales de los años 60 y 70 e incorporan el viaje a través del tiempo como argumento, ignorando deliberadamente las inconsistencias como elemento cómico. Una cuarta entrega lleva planeada supuestamente desde 2005, pero permanece en desarrollo desde entonces.

## Creación y desarrollo
Myers ha revelado en varias entrevistas que la idea de Austin Powers le surgió una noche mientras volvía a casa después de jugar al hockey sobre hielo. Al oír la canción The Look of Love de Burt Bacharach en la radio de su coche, se preguntó: "¿Qué ha sido de todos los swingers?" y concibió al personaje que se convertiría en Austin Powers.
En una entrevista en noviembre de 2018, Myers declaró: "Tras la muerte de mi padre en 1991, hice acopio de su influencia en mí como persona y de su influencia en mí con la comedia en general. Así que Austin Powers es un homenaje a mi padre, que me enseñó a James Bond, Peter Sellers, The Beatles, The Goodies, Peter Cook y Dudley Moore".
La primera frase que Myers pensó que diría el personaje era: "¿Te pongo caliente?", que más tarde se convertiría en un latiguillo del personaje. También reveló que el personaje tiene orígenes en sus recuerdos del Dj de Radio Caroline Simon Dee, que presentó el primer programa de entrevistas del Reino Unido en 1967, que acababa con él marchándose en un coche acompañado de una joven rubia. Otra inspiración importante para la saga fue el personaje de James Bond. Myers dijo de Bond: "No puedo expresar lo importante que era en mi casa... Eso es realmente por lo que quería hacer Austin Powers. Austin Powers es el resultado de la pura admiración por James Bond".
Aunque Myers es canadiense, sus padres son originarios de Liverpool, y Myers posee la doble nacionalidad. A pesar de que las películas parodian principalmente las historias y personajes de las películas de espionaje de los años 60 y la cultura de la época, el humor también está influido por la herencia británica de Myers, particularmente la saga Carry On y el trabajo de comediantes como Benny Hill y Peter Sellers. Myers es un admirador confeso de este último, y sus películas favoritas son la parodia de James Bond Casino Royale (1967) y The Party (1968).

Austin Powers es todo lo que yo veía (en televisión a finales de los 60). Mis padres eran de Liverpool, y no hay nada más inglés que un inglés que ya no vive allí. Cada molécula de cultura británica 
que llegaba a través del Atlántico era experimentada y venerada.
Mike Myers.

La influencia de las películas de Sellers es aparente a lo largo de la saga; el personaje de Austin Powers también toma inspiración de la interpretación de Sellers en la película There's a Girl in My Soup (1970). Myers afirma que la apariencia dandi y peripuesta de Powers también está inspirada por el personaje de Jason King, interpretado por Peter Wyngarde en la serie de televisión Department S de ITV y que después tuvo su propio spin off. Myers también fue influenciado por el grupo cómico Monty Python, y el crítico de cine Robbie Collin escribió que  “la saga de Austin Powers avanza a base de ‘pythonismos’”.
Otras influencias obviamente aparentes son la serie televisiva Adam Adamant Lives! de la BBC, cuyo protagonista es un espía de la época victoriana que fue congelado en 1902 y es revivido en 1966; las películas protagonizadas por The Beatles, la serie de televisión The Monkees, James Bond y el programa Rowan & Martin's Laugh-In. El personaje de Powers también se inspira en Harry Palmer, interpretado por Michael Caine en tres películas, incluyendo The Ipcress File (1965). El propio Caine apareció en Austin Powers in Goldmember interpretando a Nigel Powers, el padre de Austin, que es una parodia de Harry Palmer.

## Reparto y equipo
| Actor            | International Man of Mystery (1997)              | The Spy Who Shagged Me (1999)                                              | Goldmember (2002)                                                          |
| ---------------- | ------------------------------------------------ | -------------------------------------------------------------------------- | -------------------------------------------------------------------------- |
| Mike Myers       | Austin Powers                                    | Austin Powers                                                              | Austin Powers                                                              |
| Mike Myers       | Dr. Evil                                         |                                                                            |                                                                            |
| Mike Myers       | -                                                | Fat Bastard                                                                | Fat Bastard                                                                |
| Mike Myers       | -                                                | -                                                                          | Goldmember                                                                 |
| Michael York     | Basil Exposition                                 | Basil Exposition                                                           | Basil Exposition                                                           |
| Robert Wagner    | Número 2                                         | Número 2                                                                   | Número 2                                                                   |
| Mindy Sterling   | Frau Farbissina                                  | Frau Farbissina                                                            | Frau Farbissina                                                            |
| Seth Green       | Scott Evil                                       | Scott Evil                                                                 | Scott Evil                                                                 |
| Elizabeth Hurley | Vanessa Kensington                               | Vanessa Kensington                                                         | -                                                                          |
| Verne Troyer     | -                                                | Mini-Me                                                                    | Mini-Me                                                                    |
| Heather Graham   | -                                                | Felicity Shagwell                                                          | -                                                                          |
| Beyoncé Knowles  | -                                                | -                                                                          | Foxxy Cleopatra                                                            |
| Michael Caine    | -                                                | -                                                                          | Nigel Powers                                                               |
| Director         | Jay Roach                                        | Jay Roach                                                                  | Jay Roach                                                                  |
| Productores      | Mike Myers Demi Moore Jennifer Todd Suzanne Todd | Mike Myers John S. Lyons Eric McLeod Demi Moore Jennifer Todd Suzanne Todd | Mike Myers John S. Lyons Eric McLeod Demi Moore Jennifer Todd Suzanne Todd |
| Guionistas       | Mike Myers                                       | Mike Myers Michael McCullers                                               | Mike Myers Michael McCullers                                               |
| Música           | George S. Clinton                                | George S. Clinton                                                          | George S. Clinton                                                          |
| Fotografía       | Peter Deming                                     | Ueli Steiger                                                               | Peter Deming                                                               |
| Montaje          | Debra Neil-Fisher Dawn Hoggatt                   | Debra Neil-Fisher Jon Poll                                                 | Greg Hayden Jon Poll                                                       |
| Productora       | Capella Films Moving Pictures Eric's Boy         | Team Todd Moving Pictures Eric's Boy                                       | Gratitude International Team Todd Moving Pictures                          |
| Distribución     | New Line Cinema                                  | New Line Cinema                                                            | New Line Cinema                                                            |

## Elementos recurrentes
A lo largo de la saga hay elementos y situaciones que se repiten en las tres películas:
- Al principio de cada película, tras la escena introductoria, Austin protagoniza una coreografía de la canción Soul Bossa Nova de Quincy Jones mientras aparecen los títulos de crédito iniciales.
- Austin tiene una compañera distinta en cada película:
  - Vanessa Kensington (Elizabeth Hurley): Es la nueva compañera de Austin en los años 90 cuando es descongelado, e hija de la Sra. Kengsinton, la compañera de Austin en los 60. Tras haber ayudado a Austin a derrotar al Dr. Evil, se casa con él al final de la primera película. Sin embargo, al principio de la segunda película, resulta ser una fembot enviada para matar a Austin y explota.
  - Felicity Shagwell (Heather Graham): Es una agente de la CIA que salva a Austin de un intento de asesinato en 1969 en la segunda película y le ayuda en su misión para detener de nuevo al Dr. Evil. Al final de la película muere asfixiada por un gas venenoso, pero Austin viaja atrás en el tiempo diez minutos y logra rescatarla.
  - Foxxy Cleopatra (Beyoncé): Austin la encuentra en la discoteca Studio 69 cuando viaja en el tiempo hasta 1975 en busca de su padre. Con su ayuda logra detener los planes del Dr. Evil y Goldmember, y al final de la película se convierten en pareja.
- Burt Bacharach hace una aparición en las tres películas interpretándose a sí mismo.
- El Dr. Evil tiene un plan diabólico distinto en cada película:
  - Proyecto Vulcano: enviar una cabeza nuclear al centro de la Tierra para hacer que todos los volcanes del mundo entren en erupción a la vez y cubrir el planeta de lava.
  - Alan Parsons Project: destruir las grandes ciudades del mundo con un láser gigante colocado en la Luna.
  - Preparación H:[7] atraer un meteorito de oro macizo llamado Midas 22 con un rayo magnético para impacte con los casquetes polares e inunde la Tierra.
- El Dr. Evil también tiene distintas guaridas secretas en cada película:
  - En la primera película, su guarida se encuentra bajo el desierto de Nevada, "en algún lugar fuera de Las Vegas", una referencia a Sólo se vive dos veces y Diamonds Are Forever. También tiene una nave espacial con la forma de la mascota de la cadena de hamburgueserías Big Boy.
  - En la segunda película, tiene una guarida en lo alto del Space Needle de Seattle, que también es la sede central de Starbucks. Cuando viaja en el tiempo hasta 1969, tiene otras dos: una en el interior de un volcán con la cara del Dr. Evil esculpida en la ladera (en referencia a Sólo se vive dos veces y Vive y deja morir) y otra en la Luna (en referencia a Moonraker). También tiene una nave espacial con la forma de los genitales masculinos.
  - En la tercera película tiene una guarida situada detrás del letrero de Hollywood y una guarida submarina en forma de él mismo (una referencia al buque Liparus del villano Karl Stromberg en La espía que me amó).
- En las tres películas hay escenas adicionales durante los créditos finales.
- Al final de las tres películas, el villano (el Dr. Evil en las dos primeras y Scott en la tercera) asegura que Austin y él volverán a encontrarse, dando a entender que las aventuras de Austin continuarán.

## Shaguars

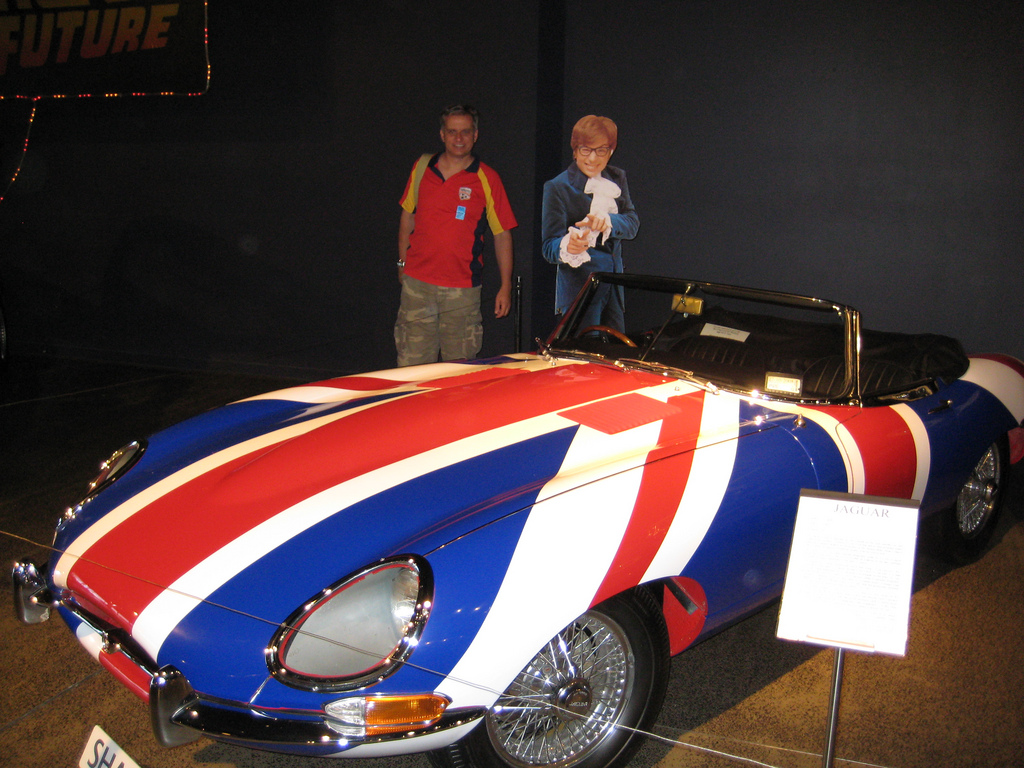
El Shaguar de Austin Powers.

En las películas aparecen dos automóviles con las matrículas "SWINGER" y "SWINGER2", llamados Shaguars. Son un Jaguar E-Type de 1961 y un Jaguar XK de 2001, decorado con la bandera del Reino Unido. El Ministerio de Defensa crea otros dos carros que permiten a Austin viajar a través del tiempo: un Volkswagen New Beetle de 1999 con decoración psicodélica en la segunda película y un Cadillac Eldorado morado de 1975 (con la matrícula "SWNGR 3") en la tercera.
Además, Felicity Shagwell conduce un Chevrolet Corvette C2 de 1965 decorado con la bandera de Estados Unidos en la segunda película y Nigel Powers tiene un MINI de 2001 capaz de circular bajo el agua (y con la matrícula "GR8SHAG") en la tercera.

## Recepción

### Taquilla
| Película                                    | Estreno             | Presupuesto  | Recaudación  | Recaudación   | Recaudación  | Posición  | Posición | Ref    |
| Película                                    | Estreno             | Presupuesto  | Doméstico    | Internacional | Mundial      | Doméstico | Mundial  | Ref    |
| ------------------------------------------- | ------------------- | ------------ | ------------ | ------------- | ------------ | --------- | -------- | ------ |
| Austin Powers: International Man of Mystery | 2 de mayo de 1997   | $16 500 000  | $53 883 989  | $13 800 000   | $67 683 989  | #1 511    |          | [ 8 ]  |
| Austin Powers: The Spy Who Shagged Me       | 11 de junio de 1999 | $33 000 000  | $206 040 086 | $105 976 772  | $312 016 858 | #186      | #412     | [ 9 ]  |
| Austin Powers in Goldmember                 | 26 de julio de 2002 | $63 000 000  | $213 307 889 | $83 347 542   | $296 655 431 | #172      | #450     | [ 10 ] |
| Total                                       | Total               | $112 500 000 | $473 231 964 | $203 124 314  | $676 356 278 |           |          | [ 11 ] |

### Crítica
| Película                     | Rotten Tomatoes   | Rotten Tomatoes      | Rotten Tomatoes        | Metacritic      | Metacritic      | CinemaScore | IMDb                | FilmAffinity       |
| Película                     | Crítica           | Críticos importantes | Audiencia              | Crítica         | Audiencia       | CinemaScore | IMDb                | FilmAffinity       |
| ---------------------------- | ----------------- | -------------------- | ---------------------- | --------------- | --------------- | ----------- | ------------------- | ------------------ |
| International Man of Mystery | 73% (71 reseñas)  | 68% (19 reseñas)     | 77% (848 038 votos)    | 51 (25 reseñas) | 8.5 (345 votos) | B-          | 7.0 (249 000 votos) | 5.2 (72 696 votos) |
| The Spy Who Shagged Me       | 53% (91 reseñas)  | 55% (22 reseñas)     | 71% (942 107 votos)    | 59 (34 reseñas) | 8.6 (375 votos) | B+          | 6.6 (242 000 votos) | 5.6 (24 366 votos) |
| Goldmember                   | 53% (186 reseñas) | 61% (44 reseñas)     | 44% (32 935 132 votos) | 62 (34 reseñas) | 7.8 (249 votos) | B+          | 6.2 (217 000 votos) | 5.0 (22 224 votos) |
| Promedio                     | 60%               | 61%                  | 64%                    | 57              | 8.3             | B+          | 6.6                 | 5.3                |

## Franquicia

### Películas
- Austin Powers: International Man of Mystery (1997)
- Austin Powers: The Spy Who Shagged Me (1999)
- Austin Powers in Goldmember (2002)

### Juegos

#### Videojuegos
- Austin Powers Operation: Trivia (Juego para PC, Macintosh 1999)
- Austin Powers: Oh, Behave! (Game Boy Color, 2000)
- Austin Powers: Welcome to My Underground Lair! (Game Boy Color, 2000)
- Austin Powers Pinball (PlayStation y PC, 2002)

#### Otros
- Austin Powers, un juego de arcade desarrollado por Sega Pinball (1997)
- Austin Powers, juego de cartas coleccionables de Decipher, Inc. (1999)
- Austin Powers, un juego de pinball de Stern Pinball (2001)

## Serie de animación cancelada
HBO adquirió los derechos para producir una serie de animación basada en Austin Powers en mayo de 1999. A pesar de anunciar una temporada de trece episodios, HBO finalmente canceló el proyecto.

## Posible cuarta película
En octubre de 2005, en una entrevista en Entertainment Weekly, Mike Myers habló de la posibilidad de una cuarta película de la saga. "¡Hay esperanza!". "Estamos dándole vueltas y hablando entre nosotros. Echo de menos interpretar a los personajes".
En mayo de 2007, en una entrevista en IGN, a Myers se le preguntó: "Entonces, ¿no más Austin Powers?", a lo que Myers respondió: "No, no, hay una idea totalmente concebida para una cuarta y solo puedo decir que es desde el punto de vista del Dr. Evil. Si comparamos cuánto hay de Austin y del Dr. Evil, es más sobre el Dr. Evil que sobre Austin". Además, en el comentario de audio en el DVD de Austin Powers in Goldmember, Myers reveló que Fat Bastard volvería en la cuarta película y recuperaría el peso que perdió en Goldmember.
También en mayo de 2007, en el estreno de Shrek tercero, Myers anunció que estaba planeada una cuarta película de Austin Powers, y que estaría más centrada en el Dr. Evil que en Austin. También dijo que empezaría a trabajar en ella después de empezar a trabajar en The Love Guru, que fue un fracaso de taquilla. En febrero de 2008 se anunció que Jay Roach volvería como director, y en abril del mismo año también se anunció que a Gisele Bündchen se le había ofrecido un papel en la película.
Sin embargo, Seth Green, que interpreta a Scott Evil, dijo que no había ningún guion por el momento, y que Austin Powers 4 solo se haría si había un guion previamente escrito y aprobado. En una entrevista en junio de 2008, cuando se le preguntó por una nueva película de Austin Powers, Myers dijo: "Tengo una idea, y es una de esas cosas que puede que salgan adelante o puede que no". En julio del mismo año, Myers dijo que había empezado a escribir Austin Powers 4, y que el argumento era "realmente sobre el Dr. Evil y su hijo".
En marzo de 2010, Jay Roach dijo a MTV que Myers estaba trabajando en ideas para la cuarta película. En agosto de 2011, Myers anunció que Austin Powers volvería, y que ya había comenzado a escribir un guion para una cuarta entrega. En septiembre de  2013, al preguntársele por el futuro de Austin Powers, Myers respondió: "Aún lo estoy decidiendo." En septiembre de 2015, Verne Troyer expresó su deseo de volver a interpretar a Mini-Me si se le solicitaba.
En mayo de 2016, preguntaron a Roach por la cuarta película de Austin Powers durante una entrevista con Larry King, y dijo que las ideas que tenían él y Myers para la cuarta película eran buenas e interesantes. En agosto del mismo año, en una entrevista telefónica, Myers dijo que "se está negociando, trabajando y todo eso", en referencia a una cuarta entrega de Austin Powers.
En abril de 2017, cuando se aproximaba el vigésimo aniversario de la primera película, Myers aseguró: "Me encantaría hacer otra, pero hay que verlo". Dos días después, Roach dijo que la cuarta película solo se haría si Myers escribía una buena historia. En mayo de ese año, Troyer anunció que Mini-Me revelaría en la cuarta película que puede hablar. El 5 de abril de 2018, Myers volvió a interpretar al Dr. Evil en un sketch de The Tonight Show Starring Jimmy Fallon en el que el Dr. Evil anunciaba que había sido despedido de su puesto en la administración Trump, en referencia a los numerosos cargos del gabinete de Trump que fueron despedidos o relevados ese año, y haciendo surgir la especulación de que la cuarta película estaba en desarrollo. Sin embargo, ese mismo mes, el 21 de abril, Troyer murió, retrasando aún más la producción e impidiendo una nueva aparición de Mini-Me. Roach dijo en una entrevista que una cuarta película no podría ser posible sin Troyer.
En mayo del mismo año, Myers reiteró su interés en hacer una cuarta película de Austin Powers, diciendo que sería divertido, e indicando que podría incluirse algún tipo de homenaje a Troyer. En noviembre de ese año, Myers dijo que el futuro del proyecto "tiene buen aspecto", que el guion ya está escrito y que Austin Powers y el Dr. Evil volverían pronto, citando su paternidad como el motivo de la larga duración de la producción y que muy probablemente Roach volverá como director.
En enero de 2020, Roach dijo de nuevo que estaba interesado en hacer una cuarta película.